# Thomas Mogensen
Thomas Mogensen (Odder, Danska, 30. siječnja 1983.) je danski rukometaš i nacionalni reprezentativac. Trenutno nastupa za njemački Flensburg, dok je tijekom igranja u Danskoj proglašen najboljim igračem 2007. (prema glasovima igračkog komiteta).
Mogensen je 2001. s danskom U17 reprezentacijom osvojio srebro na europskom prvenstvu, dok je sa seniorskom vrstom osvojio dva europska naslova (2008. i 2012.) te svjetsko srebro (2011.).